# Tonkin

Tonkin ist auf der Karte Indochinas olivgrün dargestellt

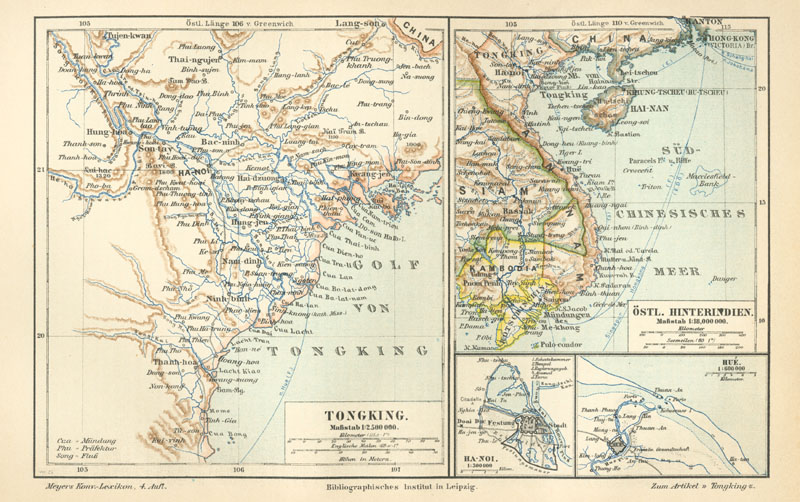
Alte Karte Tonkins aus Meyers Konversationslexikon (1885–90)

Als Tonkin, auch Tongking, vietnamesisch Bắc Kỳ (von chinesisch 北圻,  Nordgrenze), wurde während der französischen Kolonialzeit der nördlichste Teil von Vietnam bezeichnet. Die Bezeichnung wurde nie offiziell von Vietnam verwendet. Đông Kinh (東京, östliche Hauptstadt) war in der Lê-Dynastie um 1430 die Bezeichnung für die heute Hanoi genannte Hauptstadt. Als die Niederländische Ostindien-Kompanie (VOC) im 17. Jahrhundert hier eine Handelsniederlassung errichtete, fand der Name Tonkin Eingang ins europäische Schrifttum.

## Geografie
Tonkin grenzt im Norden an die chinesische Autonome Region Guangxi und die Provinz Yunnan, im Westen an Laos, im Süden an Annam, den zentralen Teil Vietnams, und im Osten an den Golf von Tonkin, der Teil des Südchinesischen Meeres ist. Der Fluss Ma bildet die Grenze zu Annam.
Im Wesentlichen wird Tonkin vom Unterlauf und Delta des Roten Flusses gebildet. Die fruchtbare Ebene dient vornehmlich dem Reisanbau. Die Region ist reich an Bodenschätzen wie z. B. Kohle und Erz.
Bedeutende Städte in Tonkin sind die vietnamesische Hauptstadt Hanoi und die Hafenstadt Hải Phòng. Tonkin umfasst die drei nördlichsten Regionen Vietnams, mit diesen beiden Städten und 23 Provinzen. Das Gesamtgebiet umfasst 114.690 km² und 27.941.700 Einwohner.
Das 56. Statistische Jahrbuch von Frankreich für die Periode 1940–45 gibt eine Fläche von 115.700 km² an (Vietnam insgesamt 328.000 km²). Die Bevölkerung im Jahr 1936 betrug 8,7 Millionen (von 18.972.000 für Vietnam insgesamt).
Vor der Küste von Tonkin liegt die Halong-Bucht, eine der bekanntesten Sehenswürdigkeiten der Region und Weltnaturerbe der UNESCO.

## Geschichte
Der Grenzverlauf der vietnamesisch-chinesischen Grenze war lange Zeit umstritten. Historisch ging sie auf den Vertrag von Tianjin 1858 zurück (mit Ergänzungen 1896), in dem das damalige Kaiserreich China unter anderem auf das Protektorat Tonkin verzichten und dies als französisches Protektorat anerkennen musste. Der strittige Grenzverlauf wurde mehrmals in Verhandlungen zwischen China und Vietnam erörtert (unter anderem 1957). Ab Anfang der 1970er Jahre kam es allerdings zu häufigen Grenzzwischenfällen, für die beide Staaten einander die Schuld gaben. Diese Grenzstreitigkeiten waren schließlich einer der Anlässe für den Chinesisch-Vietnamesischen Krieg im Jahr 1979.
Erst 1999 wurde die Grenze vertraglich festgelegt.
Durch die 1971 zwangsweise veröffentlichten Pentagon-Papiere wurde die Weltöffentlichkeit informiert, dass die USA mit dem sogenannten Tonkin-Zwischenfall den Einstieg in den Vietnam-Krieg durch bewusste Falschdarstellungen rechtfertigten.

## Siehe auch

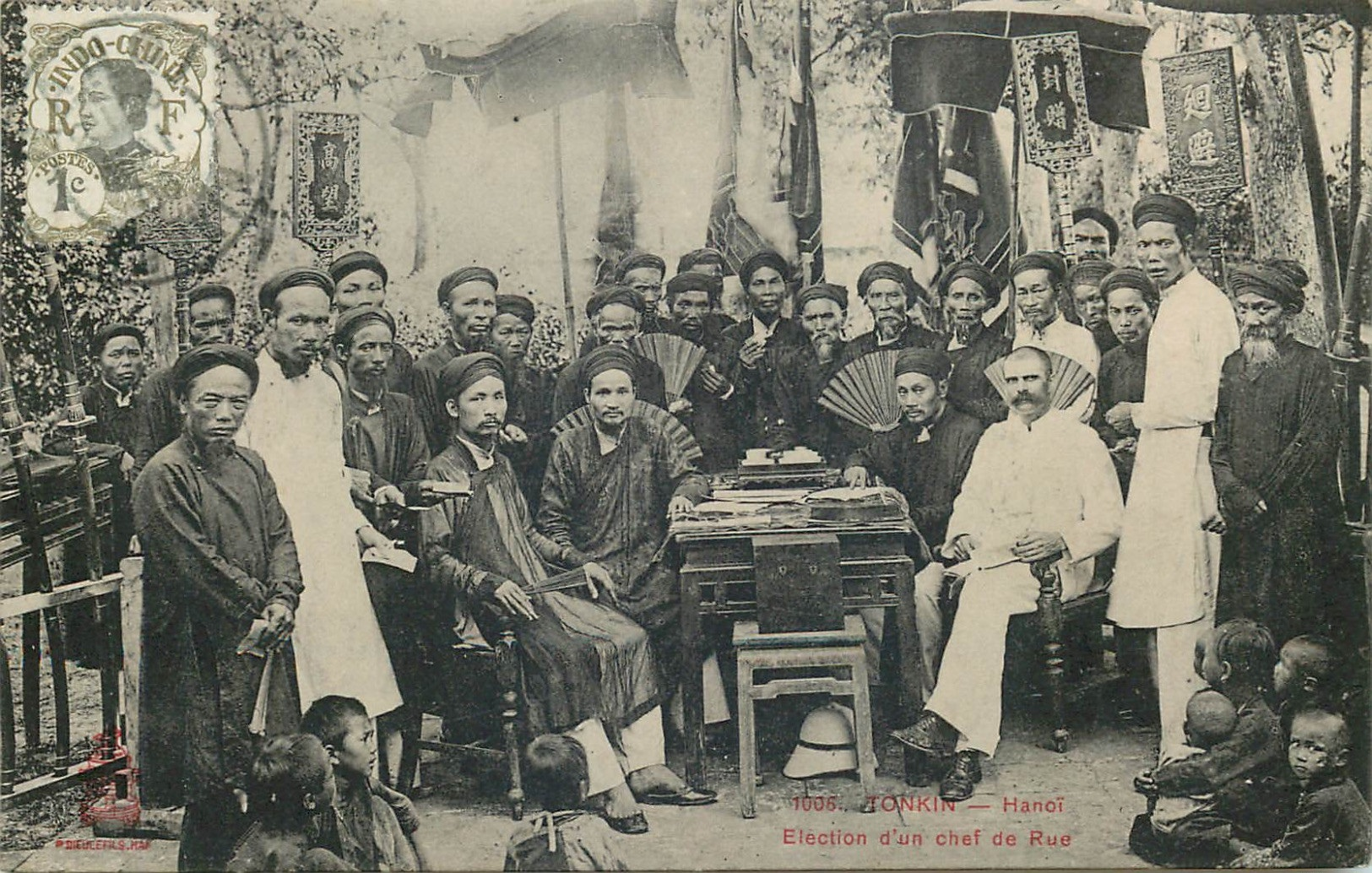
Hanoi, 1910

### Zeitdokumente
- Rudolf Schlegel: Tongking. Wissenschaftliche Beilage zum XI. Jahresbericht des Königlichen Realgymnasium zu Borna, Borna 1913 (Digitalisat).
- Pierre Gourou: Le Tonkin. L’Imprimerie Protat à Macon, Paris 1931.